# Susana Keresztesi
Susana Keresztesi (Satu Mare, 4 novembre 1961) è un'ex cestista rumena.

## Carriera
Con la Romania ha disputato i Campionati europei del 1980.